# Liste der Biografien/Pit
Liste der Biografien |
Portal Biografien |
Personensuche
# |
A |
B |
C |
D |
E |
F |
G |
H |
I |
J |
K |
L |
M |
N |
O |
P |
Q |
R |
S |
T |
U |
V |
W |
X |
Y |
Z |
?
 
Pa |
Pc |
Pe |
Pf |
Ph |
Pi |
Pj |
Pk |
Pl |
Pm |
Pn |
Po |
Pr |
Ps |
Pt |
Pu |
Pv |
Pw |
Py
 
Pia |
Pib |
Pic |
Pid |
Pie |
Pif |
Pig |
Pih |
Pii |
Pij |
Pik |
Pil |
Pim |
Pin |
Pio |
Pip |
Piq |
Pir |
Pis |
Pit |
Piu |
Piv |
Piw |
Pix |
Piy |
Piz
Die Liste der Biografien führt alle Personen auf, die in der deutschsprachigen Wikipedia einen Artikel haben. Dieses ist eine Teilliste mit 345 Einträgen von Personen, deren Namen mit den Buchstaben „Pit“ beginnt.

## Pit
- Pit, Adriaan (1860–1944), niederländischer Kunsthistoriker und Museumsdirektor

### Pita
- Pita Limjaroenrat (* 1980), thailändischer Unternehmer und Politiker
- Pita, Juan Carlos (* 1951), uruguayischer Politiker und Diplomat
- Pita, Juana Rosa (* 1939), kubanische Lyrikerin, Essayistin und Übersetzerin
- Pita, Juliette (* 1964), vanuatische Künstlerin
- Pita, María (1565–1643), spanische Frauengestalt, als Heldin im Kampf um La Coruña verehrtMaría Pita (1565–1643)

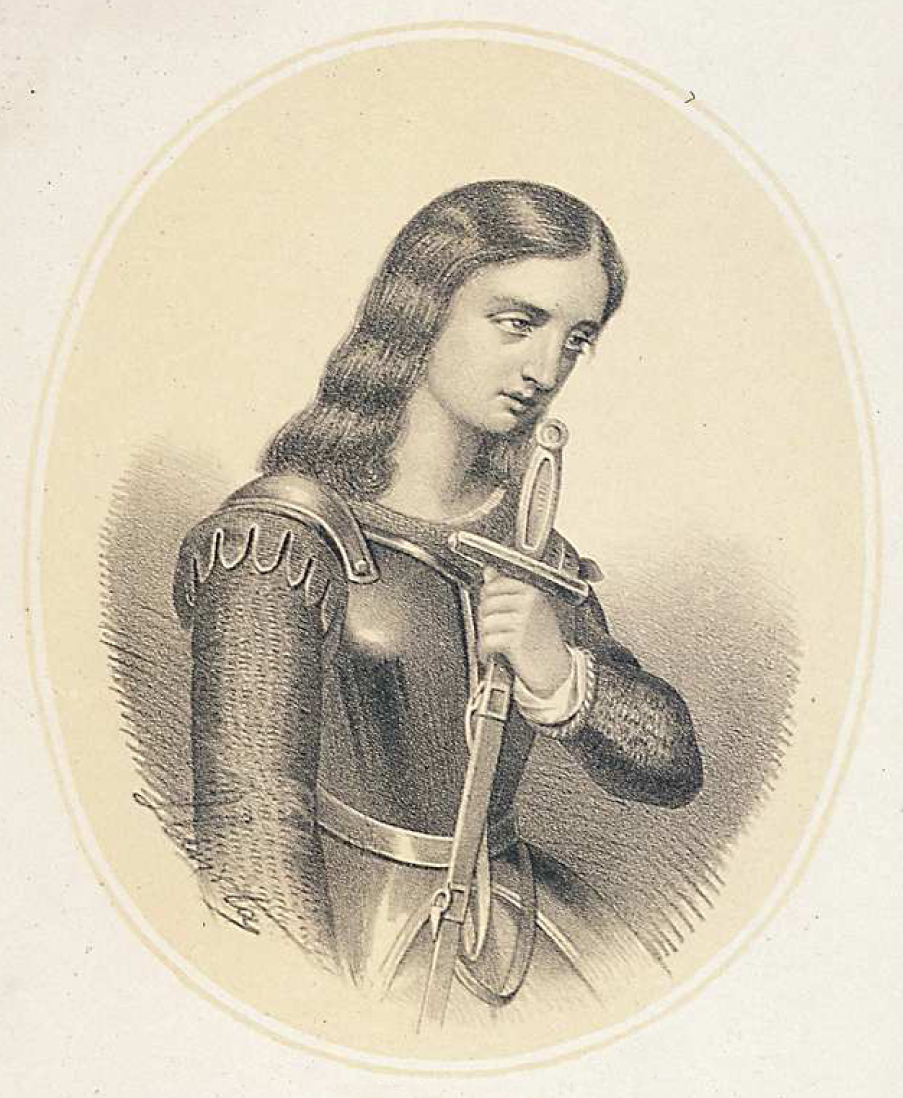
María Pita (1565–1643)

- Pitajewski, Lew Petrowitsch (1933–2022), russischer Physiker
- Pitak Noikwa (* 1989), thailändischer Fußballspieler
- Pitak, Aleksandra (* 2001), britische Tennisspielerin
- Piták, Karel (* 1980), tschechischer Fußballspieler
- Pitak, Katarzyna (* 1998), britische Tennisspielerin
- Pitakaka, Moses (1945–2011), salomonischer Politiker, Generalgouverneur der Salomonen
- Pitakpong Kulasuwan (* 1988), thailändischer Fußballspieler
- Pitamic, Leonid (1885–1971), jugoslawischer Rechtswissenschaftler und Diplomat
- Pitana, Néstor (* 1975), argentinischer Fußballschiedsrichter und internationaler Schiedsrichter der FIFA
- Pitanguy, Ivo (1926–2016), brasilianischer Mediziner
- Pítari, Jorge (* 1943), argentinischer Tangokomponist
- Pitassi, Toniann, kanadisch-US-amerikanische Informatikerin
- Pitati, Pietro (1490–1567), italienischer Astronom
- Pitaval, François Gayot de (1673–1743), französischer Jurist und Autor
- Pitaval, John Baptist (1858–1928), französischer Geistlicher, Erzbischof von Santa Fe
- Pitayo, Martín (* 1960), mexikanischer Langstreckenläufer

### Pitb
- Pitblado, Edward (1896–1978), britischer Eishockeyspieler
- Pitbull (* 1981), US-amerikanischer RapperPitbull (* 1981)

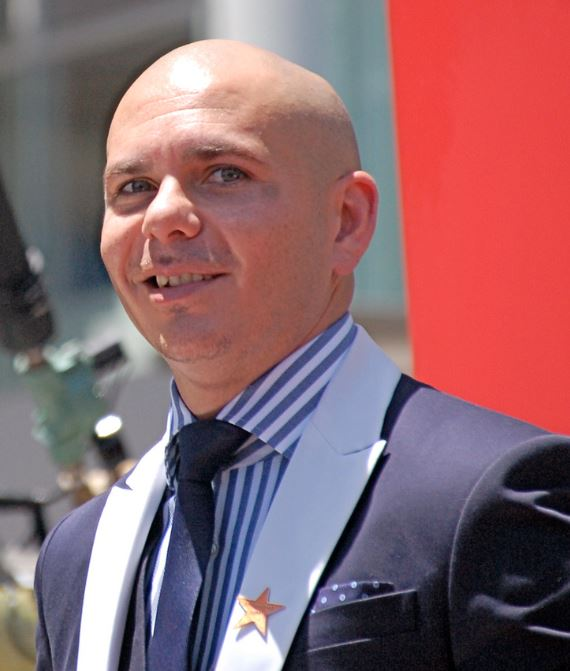
Pitbull (* 1981)

- Pitbull, Cláudio (* 1982), brasilianischer Fußballspieler
- Pitbull, Regis (* 1976), brasilianischer Fußballspieler

### Pitc
- Pitcairn, Elizabeth (* 1973), US-amerikanische Violinistin
- Pitcairn, John (1722–1775), britischer Marineoffizier
- Pitcairn, Theodore (1893–1973), amerikanischer Pfarrer, Kunstsammler und Mäzen
- Pitcairn-Knowles, Andrew (1871–1956), britischer Pressefotograf und Verleger
- Pitcairn-Knowles, James (1863–1954), deutscher Maler, Grafiker und Bildhauer schottischer Abstammung
- Pitcairne, Archibald (1652–1713), schottischer Arzt und Poet
- Pitchaimuthu, Ambrose (* 1966), indischer römisch-katholischer Geistlicher, Bischof von Vellore
- Pitcher, Annabel (* 1982), britische Schriftstellerin
- Pitcher, Frederick (* 1967), nauruischer Politiker
- Pitcher, Nathaniel (1777–1836), US-amerikanischer Politiker
- Pitcher, Thomas Gamble (1824–1895), Brigadegeneral der Union Army im amerikanischen Bürgerkrieg
- Pitcher, Wallace S. (1919–2004), britischer Geologe und Petrograph
- Pitchford, Dean (* 1951), US-amerikanischer Theaterschauspieler, Liedtexter und Drehbuchautor
- Pitchford, Liam (* 1993), britischer Tischtennisspieler
- Pitchford, Lonnie (1955–1998), US-amerikanischer Bluesmusiker und Instrumentenbauer
- Pitchford, Ralph (* 1962), südafrikanischer Endurosportler und Rallye-Navigator
- Pitchfork, Colin (* 1960), britischer Mörder und Vergewaltiger

### Pite
- Pite, Arthur Beresford (1861–1934), britischer Architekt
- Pite, Crystal (* 1970), kanadische Balletttänzerin und Choreografin
- Pîtea, Iulian (* 1997), rumänischer Skispringer
- Pitel, Edwige (* 1967), französische Sportlerin
- Pitelka, Frank A. (1916–2003), US-amerikanischer Ornithologe und Ökologe
- Pitelová, Vladimirá (* 1972), tschechische Schauspielerin
- Piter, Gertrud (1899–1933), deutsche Kommunistin
- Piter, Katarzyna (* 1991), polnische Tennisspielerin
- Pitera, Julia (* 1953), polnische Politikerin, Mitglied des Sejm, MdEP
- Pitera, Nick (* 1986), US-amerikanischer SängerNick Pitera (* 1986)

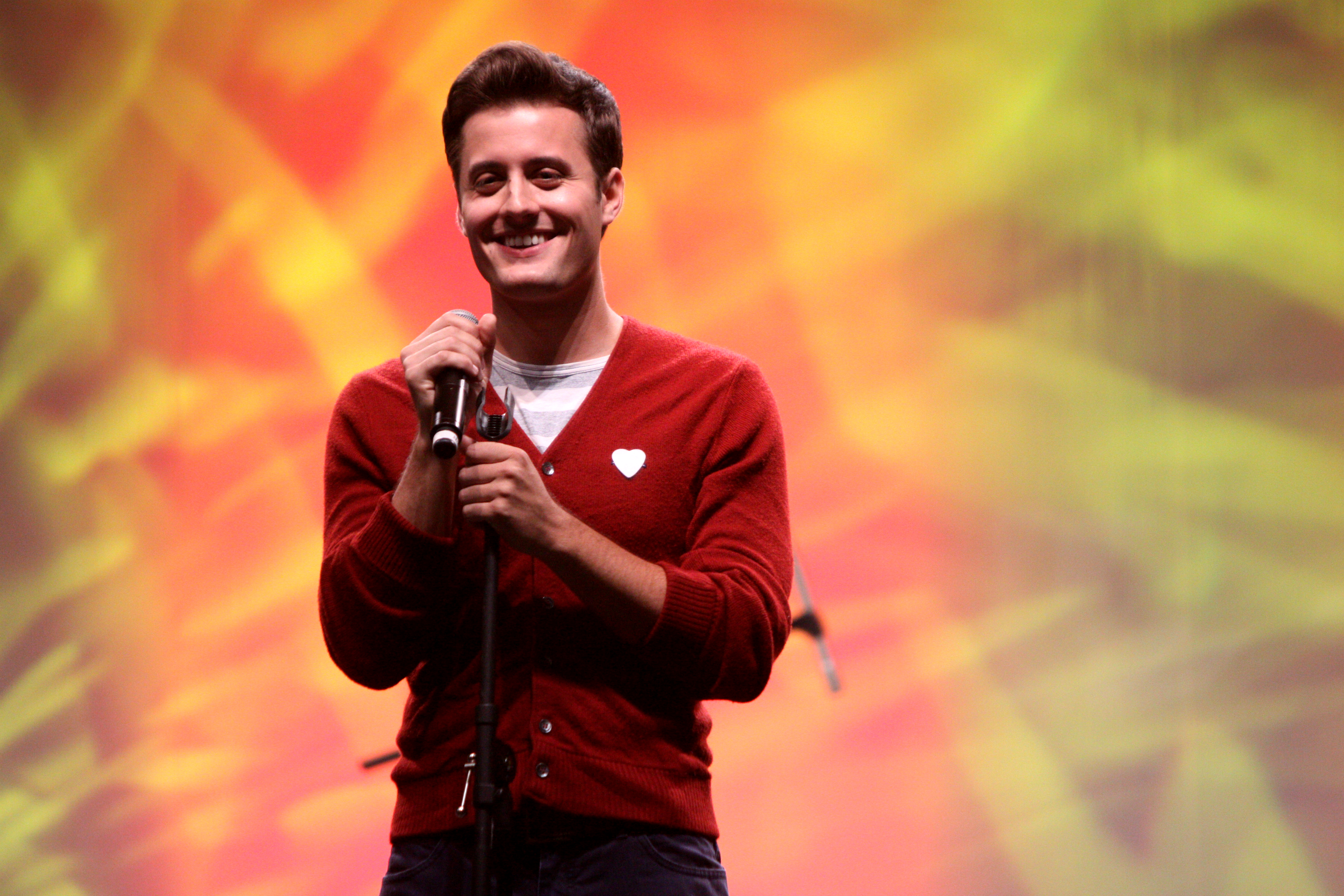
Nick Pitera (* 1986)

- Piters, André (1931–2014), belgischer Fußballspieler

### Pitf
- Pitfield, Ellen († 1912), britische Hebamme, Krankenschwester und Suffragette
- Pitfield, Thomas (1903–1999), englischer Komponist

### Pith
- Pitha, Franz von (1810–1875), böhmisch-österreichischer Chirurg
- Pithan, Frederik († 1632), niederländischer Soldat, Offizier und Söldnerführer
- Pithan, Petra Constanze (* 1984), deutsche Golferin und Behindertensportlerin, Medaillengewinnerin bei Special Olympics Weltspielen
- Pitḫana, hethitischer Herrscher
- Pithart, Petr (* 1941), tschechischer Politiker und Jurist
- Pithey, David (1937–2018), südafrikanischer Cricketspieler
- Pithey, Tony (1933–2006), südafrikanischer Cricketspieler
- Pithey, Wensley (1914–1993), südafrikanischer Schauspieler
- Pithie, Laurence (* 2002), neuseeländischer Radsportler
- Pithos-Maler, attisch-rotfiguriger Vasenmaler
- Pithou, François (1543–1621), französischer Anwalt und Schriftsteller
- Pithou, Jean (1524–1602), französischer Anwalt und Autor
- Pithou, Nicolas (1524–1598), französischer Anwalt und Autor
- Pithou, Pierre (1539–1596), französischer Anwalt und Gelehrter

### Piti
- Pitica, Georgeta (1930–2018), rumänische Tischtennisspielerin und -trainerin
- Piticev, Kevin (* 1992), österreichischer Radiomoderator
- Pitigrilli (1893–1975), italienischer Schriftsteller, Journalist und Rechtswissenschaftler
- Pitikwahanapiwiyin († 1886), Häuptling der Plains Cree
- Pitillo, Maria (* 1966), US-amerikanische SchauspielerinMaria Pitillo (* 1966)

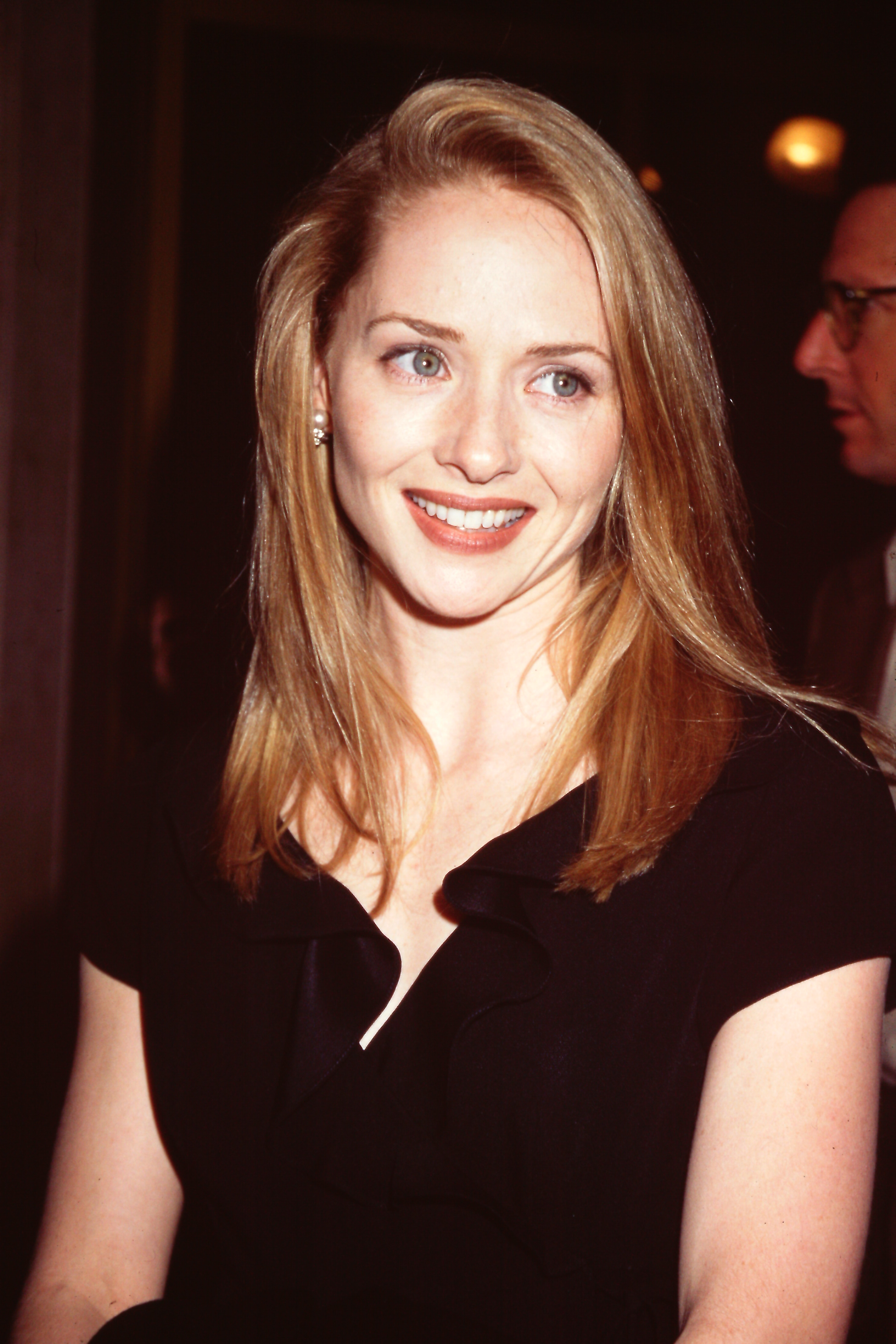
Maria Pitillo (* 1966)

- Pitino, Rick (* 1952), US-amerikanischer Basketballtrainer
- Pitipol Prachayamongkol (* 1998), thailändischer Fußballspieler
- Pitipong Wongbut (* 2005), thailändischer Fußballspieler
- Pıtır, Deniz (* 1987), türkischer Fußballspieler
- Pitirim (1926–2003), sowjetischer Priester, Erzbischof und Metropolit der Russisch-Orthodoxen Kirche
- Pitiscus, Bartholomäus (1561–1613), deutscher Mathematiker
- Pitiscus, Martin Friedrich (1722–1794), deutscher Orientalist und Bibliothekar

### Pitj
- Pitjewa, Jelena Wladimirowna, sowjetisch-russische Astronomin

### Pitk
- Pitka, Johan (* 1872), estnischer Militär und Politiker
- Pitkälä, Antti-Jussi (* 1979), finnischer Snowboarder
- Pitkämäki, Tero (* 1982), finnischer SpeerwerferTero Pitkämäki (* 1982)

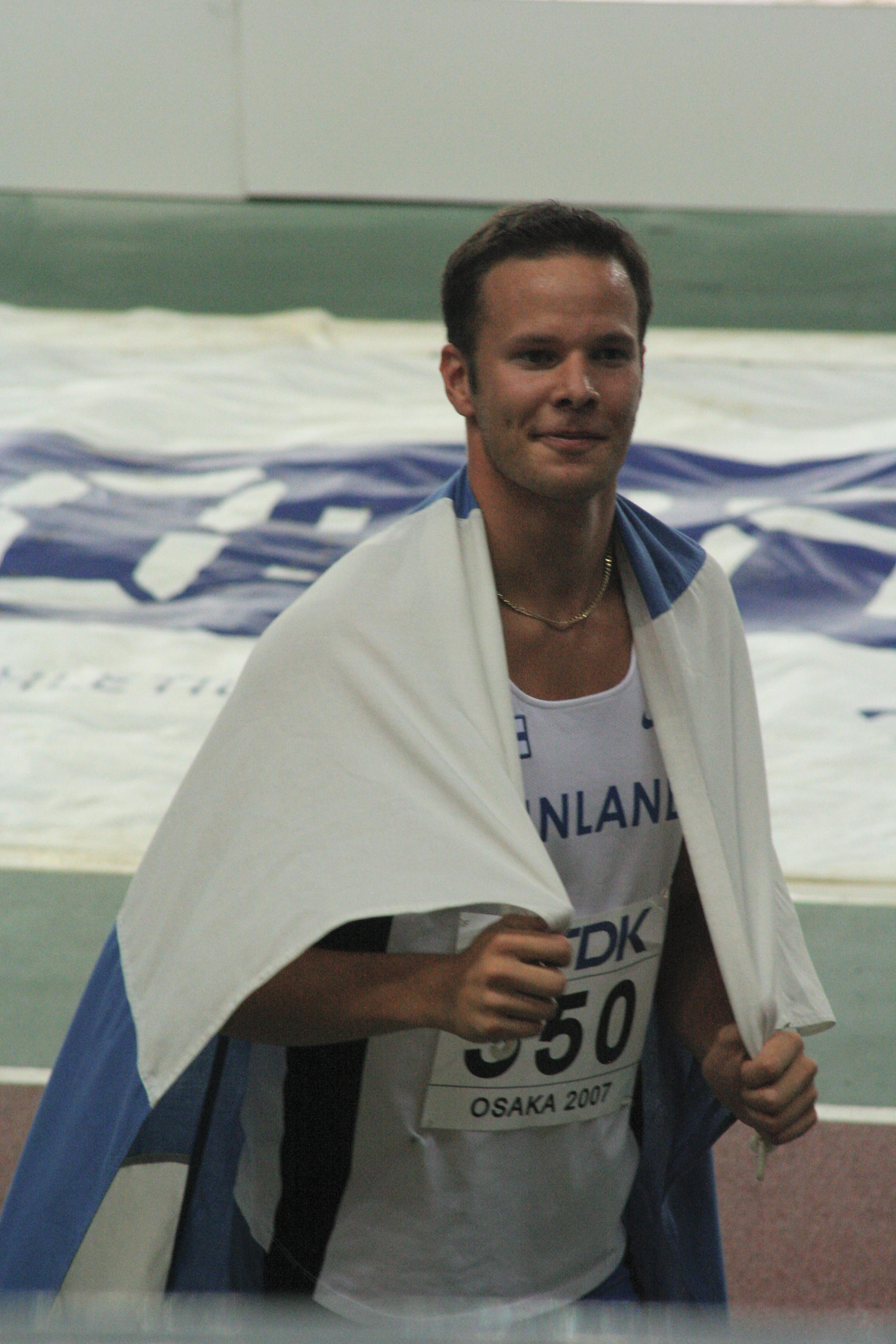
Tero Pitkämäki (* 1982)

- Pitkänen, Joni (* 1983), finnischer Eishockeyspieler
- Pitkänen, Matti (* 1951), finnischer Skilangläufer
- Pitkänen, Pauli (1911–1941), finnischer Skilangläufer
- Pitkänen, Toimi (1928–2016), finnischer Ruderer
- Pitkeathley, Jill, Baroness Pitkeathley (* 1940), britische Schriftstellerin und Politikerin
- Pitkin, Frederick Walker (1837–1886), US-amerikanischer Politiker
- Pitkin, Hanna F. (1931–2023), US-amerikanische Politikwissenschaftlerin
- Pitkin, Sandra, australische Bildhauerin und Installationskünstlerin
- Pitkin, Timothy (1766–1847), US-amerikanischer Politiker
- Pitkin, Walter B. (1878–1953), US-amerikanischer Psychologe, Journalist und Autor
- Pitkin, William (1694–1769), britischer Kaufmann, Politiker und Gouverneur der Colony of Connecticut (1766–1769)
- Pitkowski-Malcor, Sarah (* 1975), französische Tennisspielerin

### Pitl
- Pitl, Gregory (* 1982), deutscher Schachspieler
- Pitlach, Milan (1943–2021), tschechischer Architekt und Fotograf
- Pitlick, Lance (* 1967), US-amerikanischer Eishockeyspieler
- Pitlick, Tyler (* 1991), US-amerikanischer Eishockeyspieler
- Pitloo, Anton Sminck van (1790–1837), niederländischer Maler

### Pitm
- Pitman Hughes, Dorothy (1938–2022), US-amerikanische Feministin, Journalistin und Buchautorin
- Pitman, Benjamin (1822–1910), englisch-amerikanischer Schriftsteller
- Pitman, Brett (* 1988), britischer Fußballspieler (Jersey)
- Pitman, Charles Wesley († 1871), US-amerikanischer Politiker
- Pitman, Chris (* 1961), US-amerikanischer Rock-Keyboarder
- Pitman, Edwin James George (1897–1993), australischer Mathematiker
- Pitman, Frederick (1892–1963), britischer Ruderer
- Pitman, Herbert (1877–1961), britischer Seemann, Dritter Offizier der RMS Titanic
- Pitman, Isaac (1813–1897), britischer Ausarbeiter einer Kurzschrift
- Pitman, Joe (1924–2018), US-amerikanischer Gewichtheber
- Pitman, Kirk (* 1981), neuseeländischer Beachvolleyballspieler
- Pitman, Walter C. (1931–2019), US-amerikanischer Geophysiker

### Pitn
- Pitney, Gene (1940–2006), US-amerikanischer Sänger und SongschreiberGene Pitney (1940–2006)

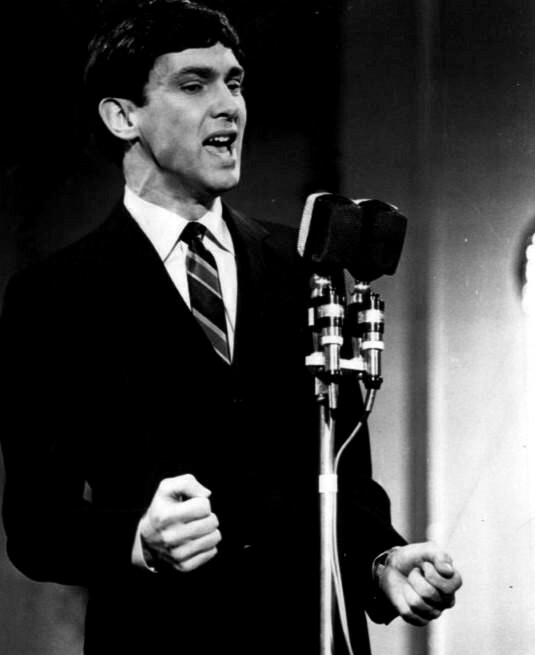
Gene Pitney (1940–2006)

- Pitney, Mahlon (1858–1924), US-amerikanischer Jurist und Politiker der Republikanischen Partei

### Pito
- Pito, Zoltan (* 1974), österreichischer Komponist, Gitarrist, Gitarrenlehrer, Musikpädagoge, Arrangeur und Musikproduzent
- Pitoëff, Georges (1884–1939), französischer Regisseur und Theaterleiter
- Pitoëff, Ludmilla (1895–1951), russisch-französische Theaterschauspielerin
- Pitoëff, Sacha (1920–1990), französischer Schauspieler
- Pitof (* 1957), französischer Regisseur und Visual-Effects-Produzent
- Pitol, Sergio (1933–2018), mexikanischer Schriftsteller und Übersetzer
- Pitoll, Ragna (* 1965), deutsche Schauspielerin
- Pitollet, Camille (1874–1964), französischer Romanist, Hispanist und Germanist
- Piton, Bertrand (* 1970), französischer Fußballspieler
- Pitoń, Halina (* 1972), polnische Biathletin
- Pitoń, Karolina (* 1987), polnische Biathletin
- Piton, Lucas (* 2000), brasilianischer Fußballspieler
- Pitoni, Giuseppe Ottavio (1657–1743), italienischer Komponist des Barock
- Pitoniak, Anne (1922–2007), US-amerikanische Schauspielerin
- Pitot, Henri de (1695–1771), französischer Wasserbauingenieur
- Pitou, Penny (* 1938), US-amerikanische Skirennläuferin
- Pitowranow, Jewgeni Petrowitsch (1915–1999), sowjetischer KGB-Offizier

### Pitr
- Pitra, Hans (1915–1977), deutscher Schauspieler und Intendant
- Pitra, Jean-Baptiste (1812–1889), französischer Geistlicher, Kirchenhistoriker und Kardinal
- Pitre, Christian (* 1983), US-amerikanische Schauspielerin
- Pitre, Didier (1883–1934), kanadischer Eishockeyspieler
- Pitrè, Giuseppe (1841–1916), italienischer Arzt, Schriftsteller, Sammler, Anthropologe und Hochschullehrer
- Pitre, Jalen (* 1999), US-amerikanischer American-Football-Spieler
- Pitreich, Heinrich von (1841–1920), österreichischer Offizier, zuletzt General der k.u.k Armee
- Pitreich, Vinzenz von (1798–1869), österreichischer Jurist und Politiker, Landtagsabgeordneter
- Pitrelli, Al (* 1962), US-amerikanischer GitarristAl Pitrelli (* 1962)

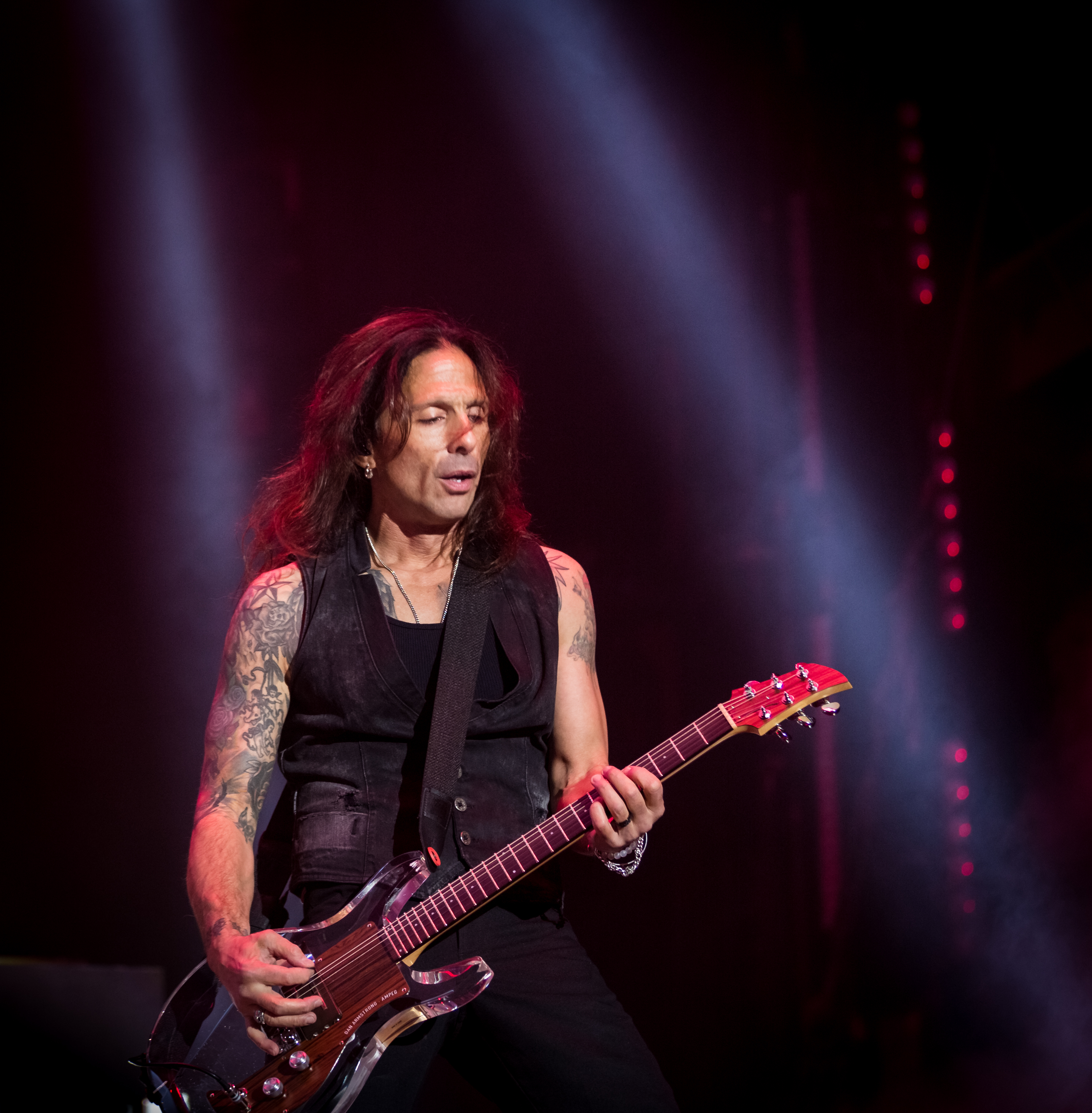
Al Pitrelli (* 1962)

- Pitrėnas, Modestas (* 1974), litauischer Musiker, Chor- und Orchester-Dirigent
- Pitrėnienė, Audronė (* 1958), litauische Politikerin (Seimas)
- Pitri, Mathurin († 1799), Zisterzienser und Märtyrer
- Pitro, Nicol (* 1975), deutsche Badmintonspielerin
- Pitrof, Norbert Josef (1907–1995), deutscher Kunstmaler und Modellbahner
- Pitroipa, Jonathan (* 1986), burkinischer Fußballspieler
- Pitron, Guillaume (* 1980), französischer Journalist und Autor

### Pits
- Pitsch, Carl Franz (1786–1858), böhmischer Organist und Komponist
- Pitsch, Hans-Jürgen (* 1940), deutscher Sonderpädagoge
- Pitsch, Michaela, Schweizer Skeletonsportlerin
- Pitsch, Reinhard (1954–2022), österreichischer Unterstützer der Terrororganisation Bewegung 2. Juni
- Pitsch, Wolfgang (1927–2019), deutscher Physiker, Werkstoffwissenschaftler und Hochschullehrer
- Pitschaft, Johann Baptist (1786–1870), Landtagsabgeordneter Großherzogtum Hessen
- Pitschas, Rainer (* 1944), deutscher Rechtswissenschaftler
- Pitscheider, Albino (1877–1962), österreichisch-italienischer Bildhauer (Südtirol)
- Pitscheider, Josef Hermann (1923–2019), italienischer Maler und Bildhauer (Südtirol)
- Pitscheider, Sonja (* 1969), österreichische Politikerin
- Pitschen, Salome (* 1966), Schweizer Filmproduzentin, Filmregisseurin und Filmeditorin.
- Pitschieler, Bernardin (1775–1853), Südtiroler Maler
- Pitschikjan, Igor Rubenowitsch (1940–1997), russischer Archäologe
- Pitschkur, Jewhen (* 1979), ukrainischer Fußballspieler
- Pitschl, Florian (* 1947), italienischer Geistlicher, römisch-katholischer Theologe, Philosoph und Pfarrer
- Pitschmann, Franz (* 1954), österreichischer Ringer
- Pitschmann, Hans (1919–2004), österreichischer Politiker (ÖVP), Mitglied des Bundesrates
- Pitschmann, Siegfried (1930–2002), deutscher Schriftsteller
- Pitschugin, Maxim Borissowitsch (* 1974), russischer Skilangläufer
- Pitschugin, Sergei Iwanowitsch (1881–1971), russischer Maler
- Pitschugowa, Nadja (1959–2022), russische Künstlerin, Architektin, Restauratorin und Dichterin
- Pitschuschkin, Alexander Jurjewitsch (* 1974), russischer Serienmörder
- Pitse, Ofentse (* 1992), südafrikanische Dirigentin und Architektin
- Pitsillides, Andreas (* 1977), zyprischer Politiker (Dimokratikos Synagermos), MdEP, Soziologe und orthodoxer Theologe
- Pitsiokos, Chris (* 1990), US-amerikanischer Jazz- und Improvisationsmusiker (Altsaxophon, Synthesizer)
- Pitso, Mantokoane (1975–2006), lesothische Leichtathletin

### Pitt
- Pitt Rivers, Augustus (1827–1900), britischer Offizier, Ethnologe und Archäologe
- Pitt, Andrew (* 1976), australischer Motorradrennfahrer
- Pitt, Brad (* 1963), US-amerikanischer SchauspielerBrad Pitt (* 1963)

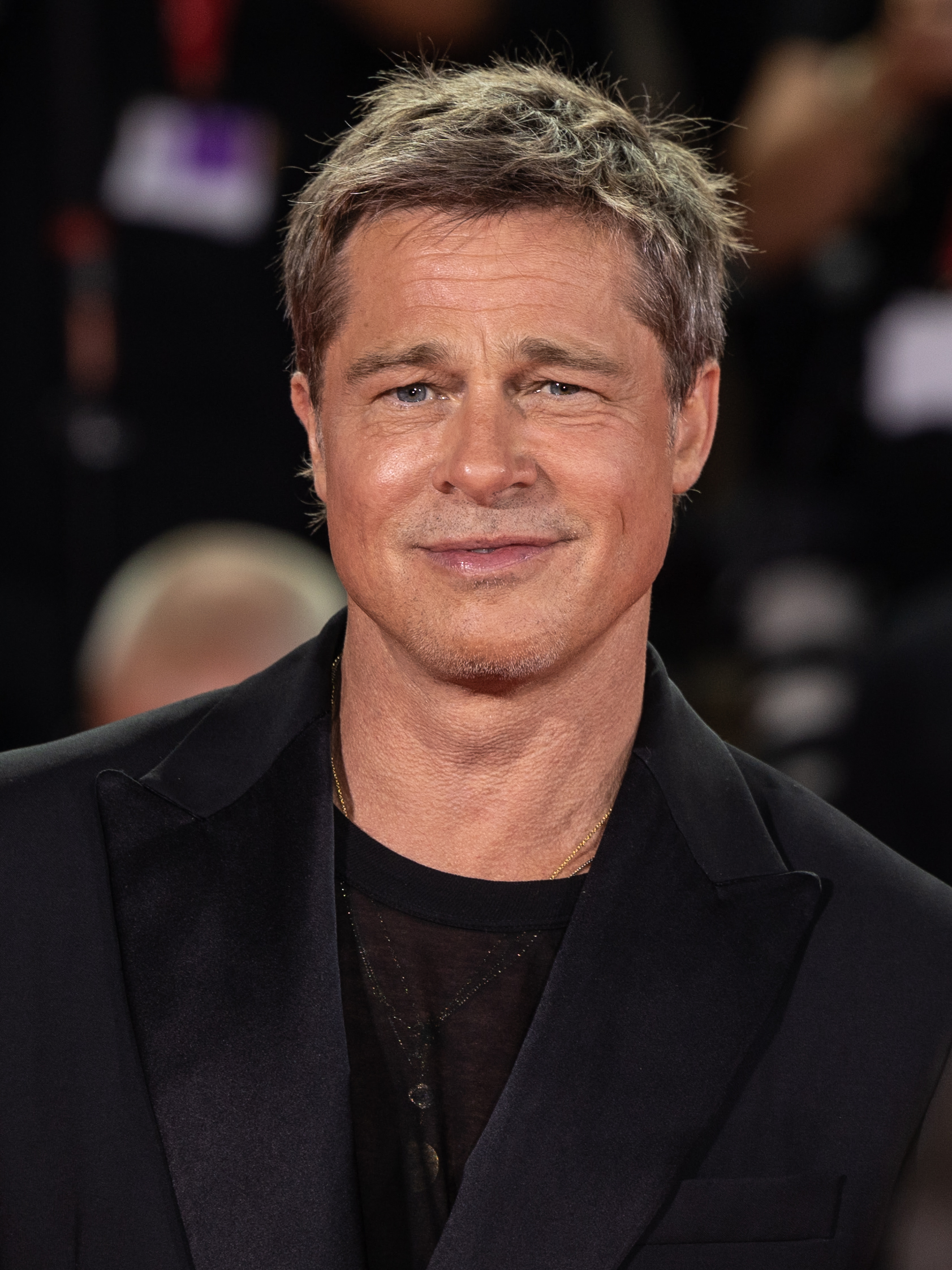
Brad Pitt (* 1963)

- Pitt, Brad (* 1981), australischer Amateurboxer
- Pitt, David, Baron Pitt of Hampstead (1913–1994), britischer Politiker, Bürgerrechtler und Arzt
- Pitt, George Morton (1693–1756), britischer Kolonialgouverneur und Politiker
- Pitt, Harvey (1945–2023), US-amerikanischer Politiker und Hochschullehrer
- Pitt, Hester, Countess of Chatham (1720–1803), britische Adlige
- Pitt, Ingrid (1937–2010), polnisch-britische Schauspielerin
- Pitt, Joachim (* 1980), deutscher Graffiti-Künstler
- Pitt, John, 2. Earl of Chatham (1756–1835), britischer Offizier und Politiker
- Pitt, Michael (* 1981), US-amerikanischer Schauspieler
- Pitt, Norman (1911–1986), englischer Schauspieler
- Pitt, Susan (1948–2024), US-amerikanische Schwimmerin und Weltrekordhalterin
- Pitt, Thomas (1653–1726), englischer Kaufmann und Politiker
- Pitt, Thomas, 2. Baron Camelford (1775–1804), britischer Adliger und Seeoffizier
- Pitt, Tony (1940–2021), britischer Jazzmusiker (Gitarre, Banjo)
- Pitt, Turia (* 1987), australische Ingenieurin und AktivistinTuria Pitt (* 1987)

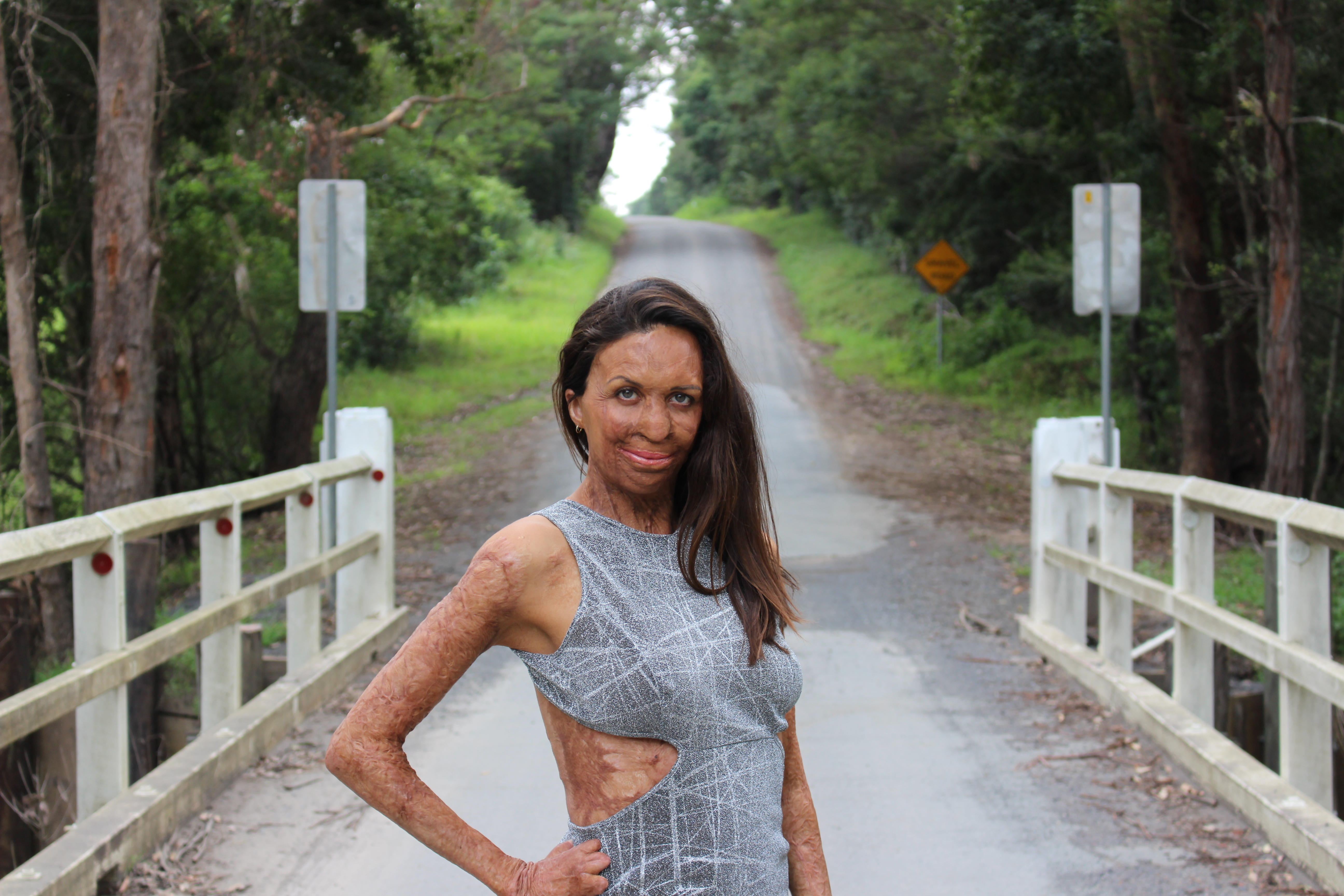
Turia Pitt (* 1987)

- Pitt, Vic (1941–2021), britischer Jazzmusiker (Kontrabass)
- Pitt, William, US-amerikanischer Sänger
- Pitt, William der Jüngere (1759–1806), britischer PremierministerWilliam Pitt der Jüngere (1759–1806)

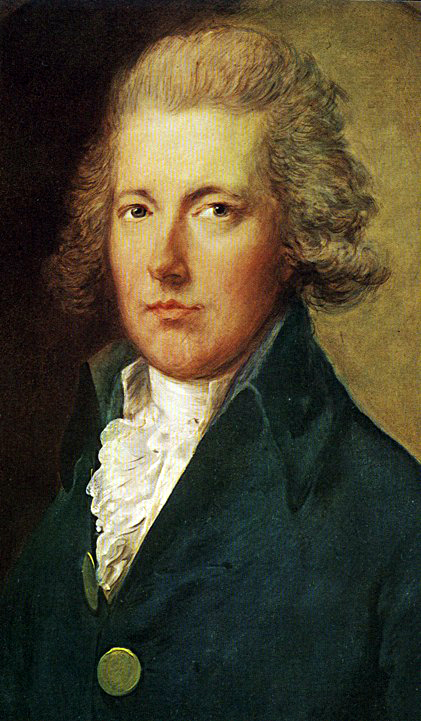
William Pitt der Jüngere (1759–1806)

- Pitt, William, 1. Earl of Chatham (1708–1778), britischer Premierminister von Großbritannien
- Pitt-Kethley, Fiona (* 1954), britische Dichterin, Reiseschriftstellerin und Journalistin
- Pitt-Rivers, Rosalind (1907–1990), britische Biochemikerin
- Pitta, Eduardo (1949–2023), portugiesischer Schriftsteller
- Pittakos, Aisymnet in Mytilene auf Lesbos
- Pittaluga, Fructuoso (1896–1961), uruguayischer Politiker
- Pittard, David (* 1992), britischer Autorennfahrer
- Pittard, Eugène (1867–1962), Schweizer Anthropologe
- Pittard, Jill (* 1977), englische Badmintonspielerin
- Pittaro, José (* 1946), argentinischer Radrennfahrer
- Pittas, Ioannis (* 1996), zyprischer Fußballspieler
- Pittau, Giuseppe (1928–2014), italienischer Jesuit, römisch-katholischer Kurienerzbischof und kommissarischer Ordensgeneral
- Pittau, Massimo (1921–2019), italienischer Linguist
- Pittavino, Angelico (1875–1953), italienischer Kapuziner und Missionar
- Pittawat Jeenthai (* 2006), thailändischer Fußballspieler
- Pittaway, Ashleigh (* 2000), deutsch-britische Skeletonpilotin
- Pittaya Rittiron (* 1998), thailändischer Fußballspieler
- Pitte, Benoît (* 1959), französischer Badmintonspieler
- Pittel, Adolph von (1838–1900), österreichischer Bauunternehmer
- Pittel, Karen (* 1969), deutsche Wirtschaftswissenschaftlerin
- Pittelkow, Mathias (* 1961), deutscher Fußballspieler
- Pittella, Gianni (* 1958), italienischer Politiker, MdEP
- Pitteloud, Françoise (1951–2022), Schweizer Politikerin (SP)
- Pitteloud, Jacques (* 1962), Schweizer DiplomatJacques Pitteloud (* 1962)

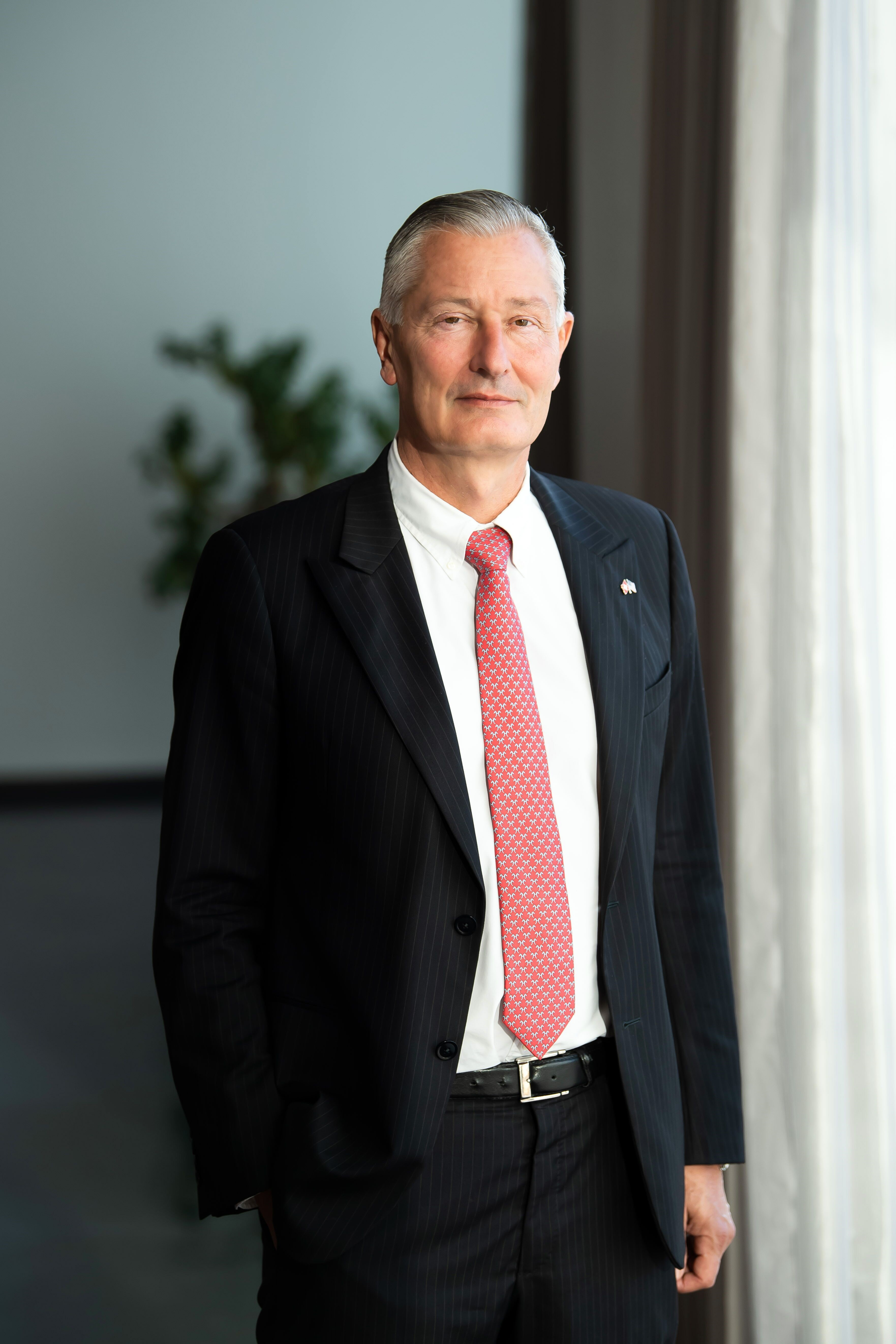
Jacques Pitteloud (* 1962)

- Pittendrigh, Colin (1918–1996), US-amerikanischer Biologe, Mitbegründer der Chronobiologie
- Pittenger, Robert (* 1948), US-amerikanischer Politiker
- Pittenger, William (1840–1904), US-amerikanischer Soldat der Unionsarmee und Schriftsteller
- Pittenger, William (1885–1951), US-amerikanischer Politiker
- Pitter, Josef Bonaventura (1708–1764), böhmischer Mönch und Historiker
- Pitter, Klaus (* 1947), österreichischer Cartoonist und Illustrator
- Pitter, Přemysl (1895–1976), tschechischer Pädagoge, evangelischer Prediger und Humanist
- Pitter, René (* 1989), österreichischer Fußballspieler
- Pitter, Ruth (1897–1992), britische Dichterin
- Pitter, Timo (* 1992), deutscher Fußballspieler
- Pitterle, Richard (* 1959), deutscher Politiker (Die Linke), MdB
- Pittermann, Bruno (1905–1983), österreichischer Politiker (SPÖ), Abgeordneter zum NationalratBruno Pittermann (1905–1983)

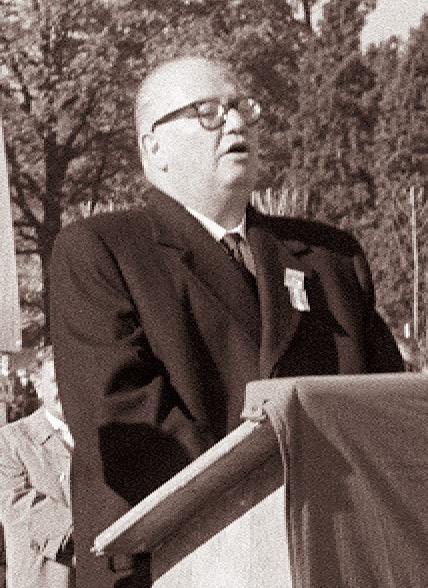
Bruno Pittermann (1905–1983)

- Pittermann, Elisabeth (* 1946), österreichische Ärztin und Politikerin (SPÖ), Landtagsabgeordneter, Abgeordnete zum Nationalrat
- Pittermann, Helmut (1932–2023), deutscher Kunstradfahrer
- Pitteroff, Matthäus (* 1871), deutscher Dirigent
- Pitters, Hermann (1932–2023), Kirchenhistoriker aus Rumänien und Angehöriger der Volksgruppe der Siebenbürger Sachsen
- Pittet, Benjamin (1809–1864), Schweizer Politiker und Richter
- Pittet, Didier (* 1957), Schweizer Arzt, Infektiologe und Epidemiologe
- Pittet, Léon (1806–1858), Schweizer Politiker
- Pitteurs-Hiegaerts, Charles de (1831–1896), belgischer Diplomat
- Pittex, Christian (* 1972), Schweizer Skibergsteiger
- Pitthan, Adam (1824–1898), Landtagsabgeordneter Großherzogtum Hessen
- Pitthan, Adolph (1847–1922), Landtagsabgeordneter Großherzogtum Hessen
- Pitthan, Dieter (* 1941), deutscher Kommunalpolitiker (SPD), Bürgermeister der Stadt Langen
- Pitthan, Wilhelm Otto (1896–1967), deutscher Maler (Signatur „WOP“)
- Pitti, John (* 1978), panamaischer Fußballschiedsrichter
- Pitti, Katalin (* 1951), ungarische Opernsängerin (Sopran)
- Pitti, Stephen (* 1969), US-amerikanischer Historiker
- Pittier, Henri (1857–1950), Schweizer Naturforscher und Biologe
- Pittier, Ilan (* 2003), Schweizer Skilangläufer
- Pittier, Jacques-Michel (* 1955), Schweizer Schriftsteller
- Pittig, Andre (* 1982), deutscher Psychologe und Professor
- Pittin, Alessandro (* 1990), italienischer Nordischer Kombinierer
- Pittin, Alexandre (* 1983), französischer Skirennläufer
- Pittin, Cristina (* 1998), italienische Skilangläuferin
- Pittinger, Otto (1878–1926), bayerischer Sanitätsrat, Politiker und Soldat
- Pittino, Paolo (* 1968), italienischer Ruderer
- Pittioni, Richard (1906–1985), österreichischer Prähistoriker
- Pittis, Domenico (* 1974), kanadischer Eishockeyspieler
- Pittis, Jonathan (* 1982), italo-kanadischer Eishockeyspieler
- Pittis, Riccardo (* 1968), italienischer Basketballspieler
- Pittler, Andreas P. (* 1964), österreichischer Schriftsteller und SachbuchautorAndreas P. Pittler (* 1964)

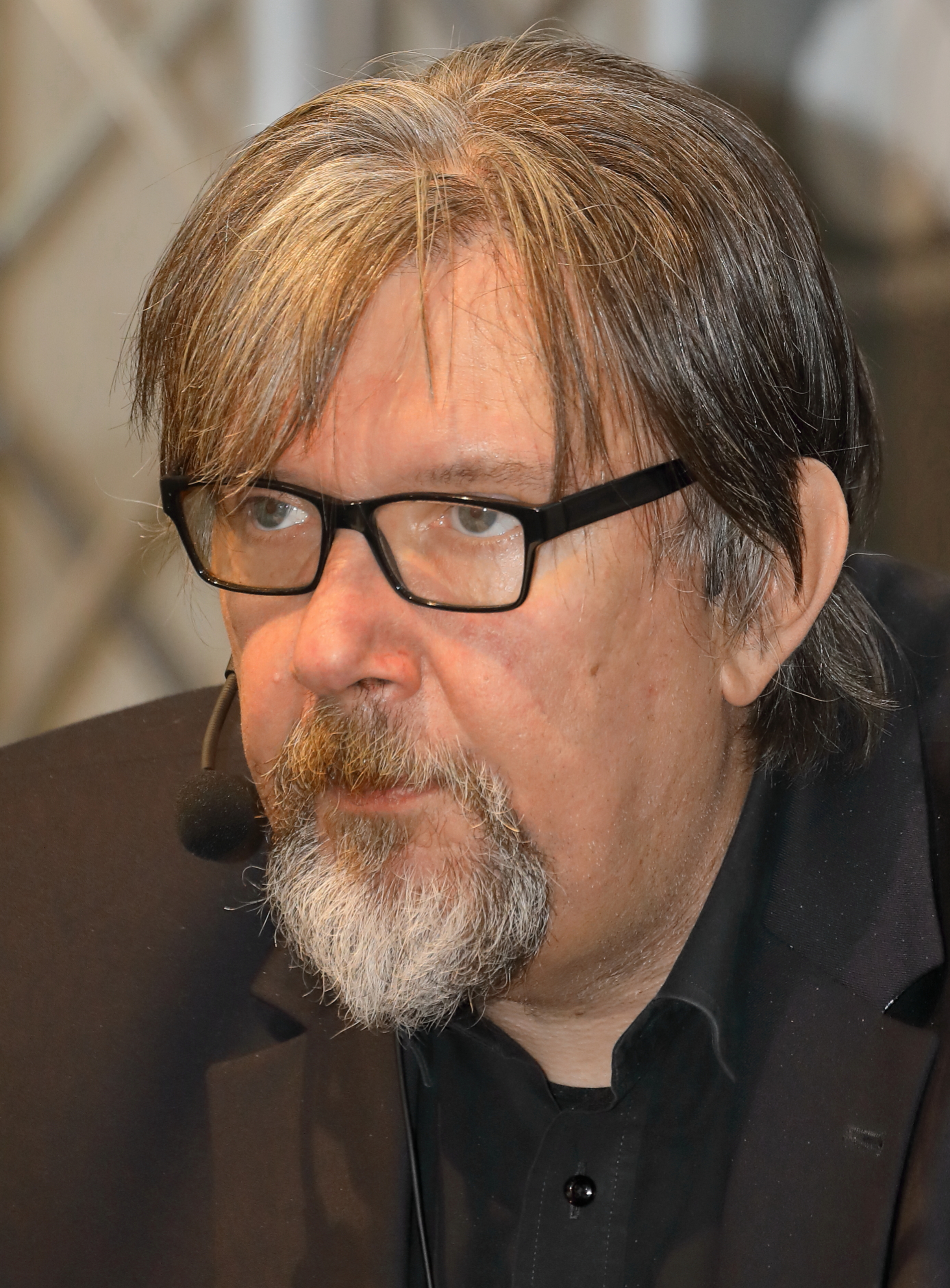
Andreas P. Pittler (* 1964)

- Pittler, Julius Wilhelm von (1854–1910), preußischer Erfinder und Industrieller
- Pittman, Barbara (1938–2005), US-amerikanische Rockabilly-Sängerin
- Pittman, Booker (1909–1969), US-amerikanischer Jazzmusiker (Holzblasinstrumente, Arrangement)
- Pittman, Christopher (* 1989), US-amerikanischer Mörder im Kindesalter
- Pittman, Dexter (* 1988), US-amerikanischer Basketballspieler
- Pittman, Eliana (* 1945), brasilianische Sängerin
- Pittman, Gene „Birdlegg“ (* 1947), US-amerikanischer Bluesmusiker (Mundharmonika), Sänger und Songwriter
- Pittman, Jamie (* 1981), australischer Boxer
- Pittman, Jana (* 1982), australische Sprinterin und Hürdenläuferin
- Pittman, Karen (* 1986), US-amerikanische Schauspielerin
- Pittman, Key (1872–1940), US-amerikanischer Politiker
- Pittman, Lari (* 1952), US-amerikanischer Maler
- Pittman, Margaret (1901–1995), US-amerikanische Bakteriologin
- Pittman, Michael Jr. (* 1997), US-amerikanischer American-Football-Spieler
- Pittman, Scott (* 1992), schottischer Fußballspieler
- Pittman, Vail M. (1880–1964), US-amerikanischer Politiker
- Pittman, Yogananda, US-amerikanische Polizistin und Chefin der United States Capitol Police
- Pittman-Jennings, David (* 1946), US-amerikanischer Opernsänger (Bassbariton)
- Pittnauer, Michael (* 1988), österreichischer Fußballspieler
- Pittner, Franz (1862–1929), österreichischer Hotelier und Politiker (CSP), Landtagsabgeordneter
- Pittner, Gerald (* 1960), deutscher Politiker (Freie Wähler), MdL
- Pittner, Johann (1887–1956), österreichischer Flugpionier, Konstrukteur und Schriftsteller
- Pittner, Karin (* 1960), deutsche Sprachwissenschafterin
- Pittner, Kurt (* 1943), österreichischer Gewichtheber
- Pittock, Amelia (* 1983), australische Squashspielerin
- Pittoni, Giovanni Battista (1687–1767), italienischer Maler Zeichner des Spätbarock und Rokoko
- Pittoni, Leros (* 1928), italienischer Schriftsteller, Drehbuchautor und Filmregisseur
- Pittoni, Wilson (* 1985), paraguayischer Fußballspieler
- Pittorru, Fabio (1928–1995), italienischer Drehbuchautor und Filmregisseur
- Pittreich, Marian (1708–1771), österreichischer Zisterzienserabt
- Pittrich, Georg (1870–1934), deutscher Komponist und Kapellmeister
- Pittrich, Rudolf (* 1935), deutscher Eishockeyspieler
- Pittroff, Claus (1896–1958), deutscher Politiker (SPD)
- Pittroff, Franz Christian (1739–1814), römisch-katholischer Priester, Theologe und Hochschullehrer
- Pittroff, Marie (* 1952), deutsch-französische Malerin und eine Vertreterin des Fotorealismus
- Pittroff, Susanne (* 1959), deutsche bildende Künstlerin
- Pitts, Bernard Q. (1935–2015), belizischer Politiker, Rechtsanwalt, Parlamentspräsident und Generalstaatsanwalt
- Pitts, Byron (* 1960), US-amerikanischer TV-Moderator
- Pitts, Jacob (* 1979), US-amerikanischer SchauspielerJacob Pitts (* 1979)

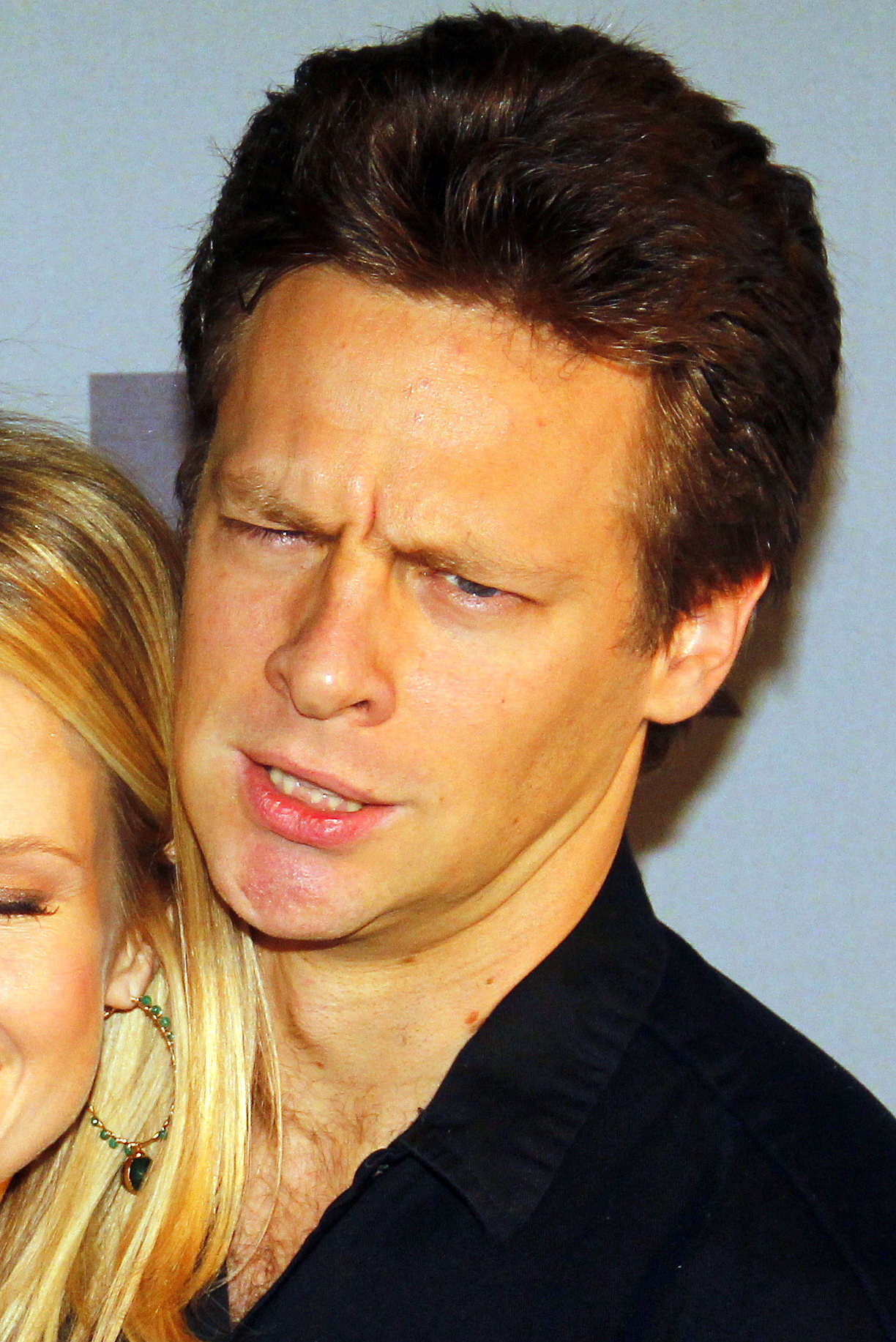
Jacob Pitts (* 1979)

- Pitts, Johny (* 1987), britischer Essayist und Fotograf
- Pitts, Joseph R. (* 1939), US-amerikanischer Politiker
- Pitts, Kyle (* 2000), US-amerikanischer American-Football-Spieler
- Pitts, Rafi (* 1967), iranischer Filmregisseur und Drehbuchautor
- Pitts, Ray (1932–2012), US-amerikanischer Jazzmusiker, Arrangeur und Komponist
- Pitts, Trudy (1933–2010), US-amerikanische Organistin und Pianistin des Soul-Jazz
- Pitts, Walter (1923–1969), US-amerikanischer Mathematiker, Pionier der Neuroinformatik
- Pitts, ZaSu (1894–1963), US-amerikanische Filmschauspielerin
- Pittschau, Ernst (1859–1916), deutscher Bühnenschauspieler
- Pittschau, Ernst (1883–1951), deutscher Schauspieler
- Pittschau, Walther (1889–1946), deutscher Schauspieler, Regisseur und Intendant
- Pittschau, Werner (1902–1928), deutscher Schauspieler
- Pittu, David (* 1967), US-amerikanischer Theater-, Film- und Fernsehschauspieler
- Pitty (* 1977), brasilianische Rocksängerin

### Pitu
- Pițurcă, Victor (* 1956), rumänischer Fußballspieler und -trainer

### Pitv
- Pitvalid (* 1981), deutscher Rapper

### Pity
- Pityana, Nyameko Barney (* 1945), südafrikanischer Menschenrechtsanwalt und Theologe

### Pitz
- Pitz, Achim (* 1989), belgischer Rhönradturner
- Pitz, Ernst (1928–2009), deutscher Historiker
- Pitz, Fritz (1923–2006), deutscher Fotograf und Maler
- Pitz, Helge (* 1936), deutscher Architekt und Denkmalpfleger
- Pitz, Hermann (* 1956), deutscher Konzeptkünstler, Objektkünstler und Fotograf
- Pitz, Karl Kaspar (1756–1795), Maler
- Pitz, Thomas (* 1968), deutscher Mathematiker und Professor für Spieltheorie
- Pitz, Wilhelm (1897–1973), Chorleiter bei den Bayreuther Festspielen
- Pitz-Savelsberg, Elisabeth (1906–1996), deutsche Politikerin (CDU), MdL, MdB
- Pitzal, Franz (* 1936), deutscher katholischer Gemeindepfarrer und Autor von christlichen Büchern
- Pitzele, Peter (* 1941), US-amerikanischer Literaturwissenschaftler
- Pitzen, Marianne (* 1948), deutsche KünstlerinMarianne Pitzen (* 1948)

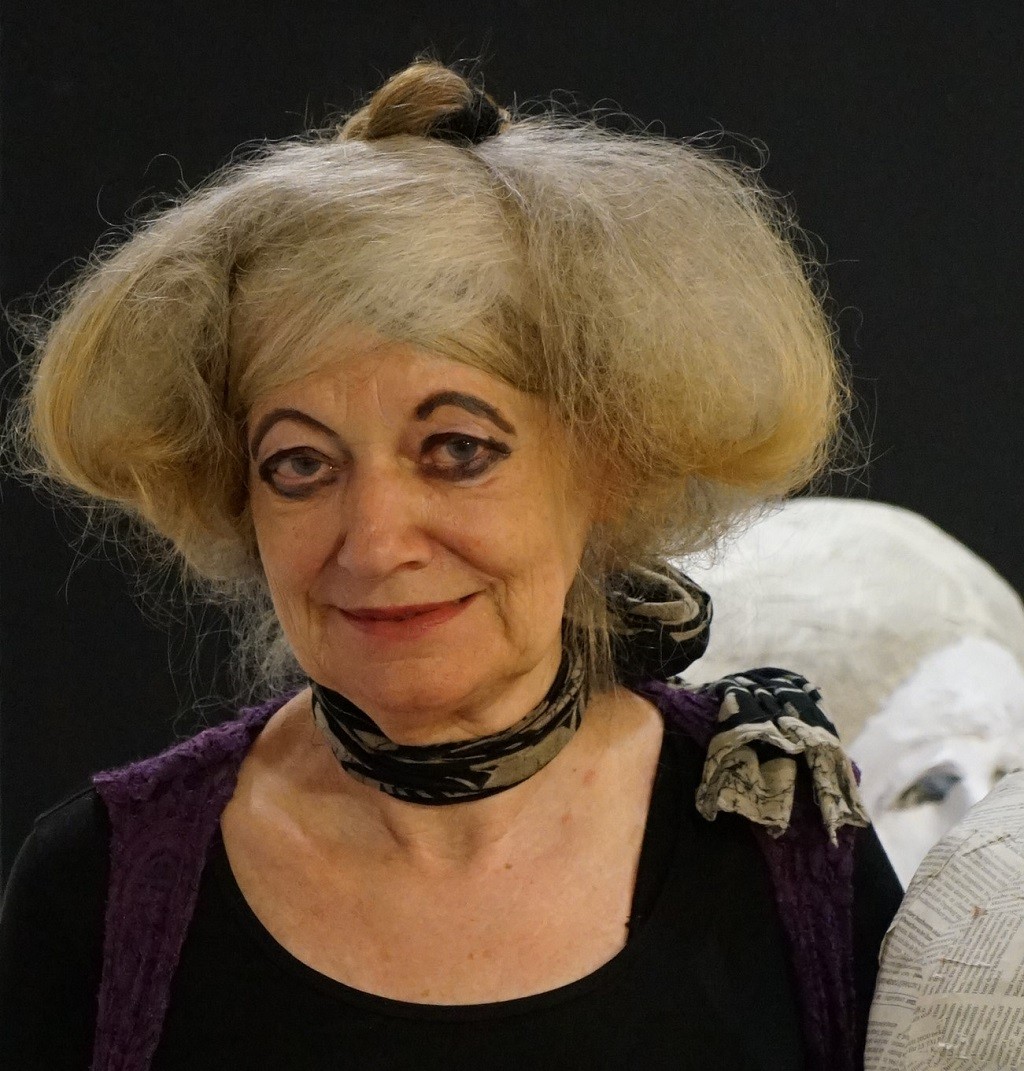
Marianne Pitzen (* 1948)

- Pitzer, Franz Xaver (1886–1952), sozialdemokratischer Politiker
- Pitzer, Kenneth Sanborn (1914–1997), US-amerikanischer Chemiker, Professor für Organische Chemie
- Pitzer, Lucas (* 1998), österreichischer Biathlet
- Pitzinger, Franz (1858–1933), österreichischer Schiffsingenieur
- Pitzinger, Gertrude (1904–1997), deutsche Opern- und Konzertsängerin (Alt)
- Pitzke, Christine (* 1964), deutsche Schriftstellerin
- Pitzke, Marc (* 1963), deutscher Journalist, USA-Korrespondent von Spiegel Online
- Pitzl, August (1920–2000), österreichischer Basketballfunktionär
- Pitzler, Christoph (1657–1707), deutscher Baumeister
- Pitzler, Johann (1929–2007), österreichischer Politiker (SPÖ), Abgeordneter zum Salzburger Landtag
- Pitzler, Kurt (1930–2020), deutscher Chirurg und Hochschullehrer
- Pitzner, Carl (1802–1882), deutscher Jurist und Abgeordneter
- Pitzschler, Erich (1895–1962), deutscher Kaufmann und Parteifunktionär (NSDAP)
- Pitzweger, Johann, bayerischer Landwirt und Abgeordneter